# Уитни Стивънс
Уитни Стивънс (на английски: Whitney Stevens) е артистичен псевдоним на американската порнографска актриса Мелиса Хофман (Melissa Hoffman), родена на 25 август 1987 г. в Панама и израснала в Палм Спрингс, щата Калифорния, САЩ.
Уитни Стивънс е сестра на порнографската актриса Бритни Стивънс.